# Semasiologie
Semasiologie (van het Griekse σημασία, "betekenis") is binnen de lexicologie een discipline die zowel tot de semiotiek als tot de woordsemantiek behoort. 

## Beschrijving
Centraal staat zoals gewoonlijk de betekenis van woorden, waarbij echter de nadruk ligt op de manier waarop woorden en betekenissen elkaar wederzijds beïnvloeden als gevolg van hun onderlinge samenhang. Een van de belangrijkste conclusies die in de semasiologie getrokken is, is dat het verwijsmiddel als zodanig (het woord of de significant) en datgene waarnaar verwezen wordt - het concept of de referent - niet identiek zijn. De in de semasiologie standaard gehanteerde onderzoeksmethode is dat het verwijsmiddel/woord als uitgangspunt wordt genomen, en daarna wordt pas de betekenis onderzocht. Bijvoorbeeld: 
- "Wat betekent het woord arbeid?"

- Wat is de overeenkomst / het verschil in betekenis tussen de woorden bedrijf en concern?

Ook wordt gelet op zaken als homonymie en polysemie, die de samenhang tussen een woord en de tekst waarin het voorkomt bepalen. De in de semasiologie gehanteerde volgorde is daarmee precies het omgekeerde van wat in de onomasiologie gebeurt. In deze zusterdiscipline van de semasiologie worden concepten als uitgangspunt genomen, daarna wordt pas naar het bijbehorende woord gekeken.

## Geschiedenis
De basis voor de semasiologie werd in 1825 gelegd door Christian Karl Reisig, waarna taalkundigen als Friedrich August Eckstein, Gerhard Franz, Friedrich Haase, Ferdinand Heerdegen, H. Lehmann, Hermann Peter, Richard Chenevix Trench,  Stephen Ullmann, Kurt Baldinger en Otto Duchácek het onderzoek hebben voortgezet. In zijn Handbuch der Semasiologie probeert Heinz Kronasser het verschijnsel betekenisverandering psychologisch te verklaren.  